# آلکساندرا پاسینکوفا
آلکساندرا پاسینکوفا (روسی: Алекса́ндра Арка́дьевна Па́сынкова؛ زادهٔ ۱۴ آوریل ۱۹۸۷) یک بازیکن والیبال اهل روسیه است.